# Joséphine Calamatta

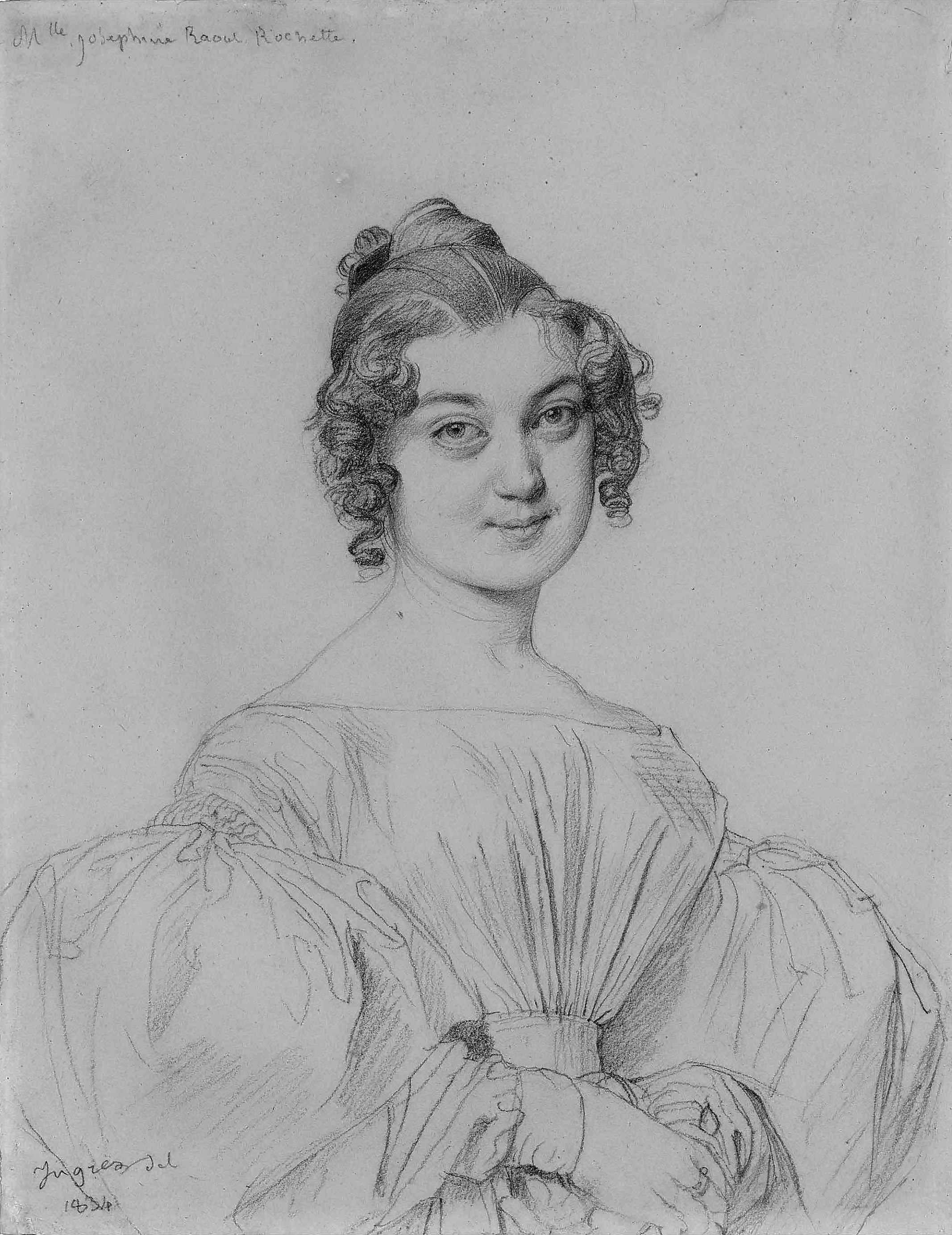
Joséphine Calamatta (Jean-Auguste-Dominique Ingres, 1834)

Joséphine Calamatta (1 de marzo de 1817 – 10 de diciembre de 1893) fue una pintora y grabadora francesa que pintó retratos y cuadros simbólicos, religiosos y alegóricos.

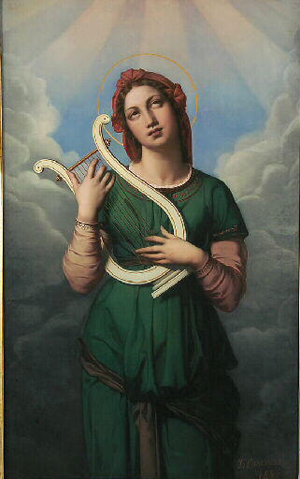
Santa Cecilia, 1846, Museo Ingres de Montauban

Su obra estuvo influenciada por uno de sus maestros, el pintor neoclásico francés Jean-Auguste-Dominique Ingres. Jean-Hippolyte Flandrin fue otro de sus maestros. Su propia voz pictórica presentaba un uso fuerte y llamativo del color, y recordaba el arte del Renacimiento italiano y las pinturas del pintor barroco español Bartolomé Esteban Murillo.

## Primeros años
Nacida en París el 1 de marzo de 1817, Anne Joséphine Cécile Raoul Rochette (conocida como Joséphine Raoul Rochette) era hija del arqueólogo francés Désire Raoul Rochette y nieta del escultor neoclásico Jean-Antoine Houdon. Como su padre viajaba a menudo debido a su trabajo como secretario perpetuo de la Académie des Inscriptions et Belles-Lettres y a sus propias investigaciones, su educación inicial y la de su única hermana  quedaron en manos de su piadosa madre.

## Matrimonio con Luigi Calamatta
En 1839, Joséphine, a la edad de 16 años, se comprometió con el pintor y grabador italiano Luigi Calamatta (1802-1869), a quien había conocido mientras él colaboraba en París con su amigo Ingres. Ingres y Calamatta se conocieron en 1820, cuando el artista francés vivía y trabajaba en Florencia. La pareja se casó el 1 de diciembre de 1840 y se trasladó a Bruselas, donde Luigi Calamatta había sido nombrado profesor de grabado en la Ecolé Royale. Hoy, su retrato pintado por Joséphine se encuentra en la Galleria di Arte Moderna del Palacio Pitti de Florencia. En 1842 nació en París su única hija, Marcelline, llamada Lina en la familia.

## Abandono de su familia
Joséphine dejó a su marido y a su hija en 1852. Se desconoce el nombre del hombre por el que los abandonó. Sin embargo, en octubre de 1894, el escritor Edmond de Goncourt en su diario nos cuenta que ella se escapó de su 'loco' marido grabador, 'que vestía de rosa', por un joven que vestía 'normalmente' y que Joséphine conservó hasta su muerte el colchón en que los amantes, para escándalo incluso en los círculos artísticos más libertinos, habían pasado tantas horas felices.Ya libre de vínculos familiares, Joséphine se instaló en París, donde apenas se sustentaba con su pintura y donde su considerable talento no obtuvo reconocimiento. Su hija, Lina, fue criada por Luigi.

## Matrimonio de su hija Lina.
El 17 de mayo de 1862, Lina se casó con Jean-François-Maurice-Arnauld, barón Dudevant, más conocido como Maurice Sand, hijo del escritor George Sand, que era un viejo amigo de Luigi Calamatta. La amistad surgió desde el momento en que él pintó un retrato de ella, ahora muy conocido, en 1837. Joséphine no asistió a la boda porque probablemente no aprobaba la diferencia de edad de los prometidos ni que la joven pareja viviera con la madre de Maurice, que ejercía un fuerte dominio sobre él. Pero Lina adoraba a su suegra y era un motivo de orgullo y alegría para la escritora cuya relación con su propia hija, Solange, era problemática. En 1863, Lina tuvo un hijo, Marc-Antoine Dudevand-Sand, que murió al año siguiente; tres años después, dio a luz a una hija, Aurore "Lolo" Dudevand-Sand (1866-1961), y luego a otra hija, Gabrielle "Titite" Dudevant-Sand (1868-1909), dos años después. Aurore se casaría con el pintor francés Charles Frédéric Lauth mientras que Gabrielle se casaría con un profesor de dibujo italiano, Romeo Palazzi. Ninguna de las dos tuvo hijos.

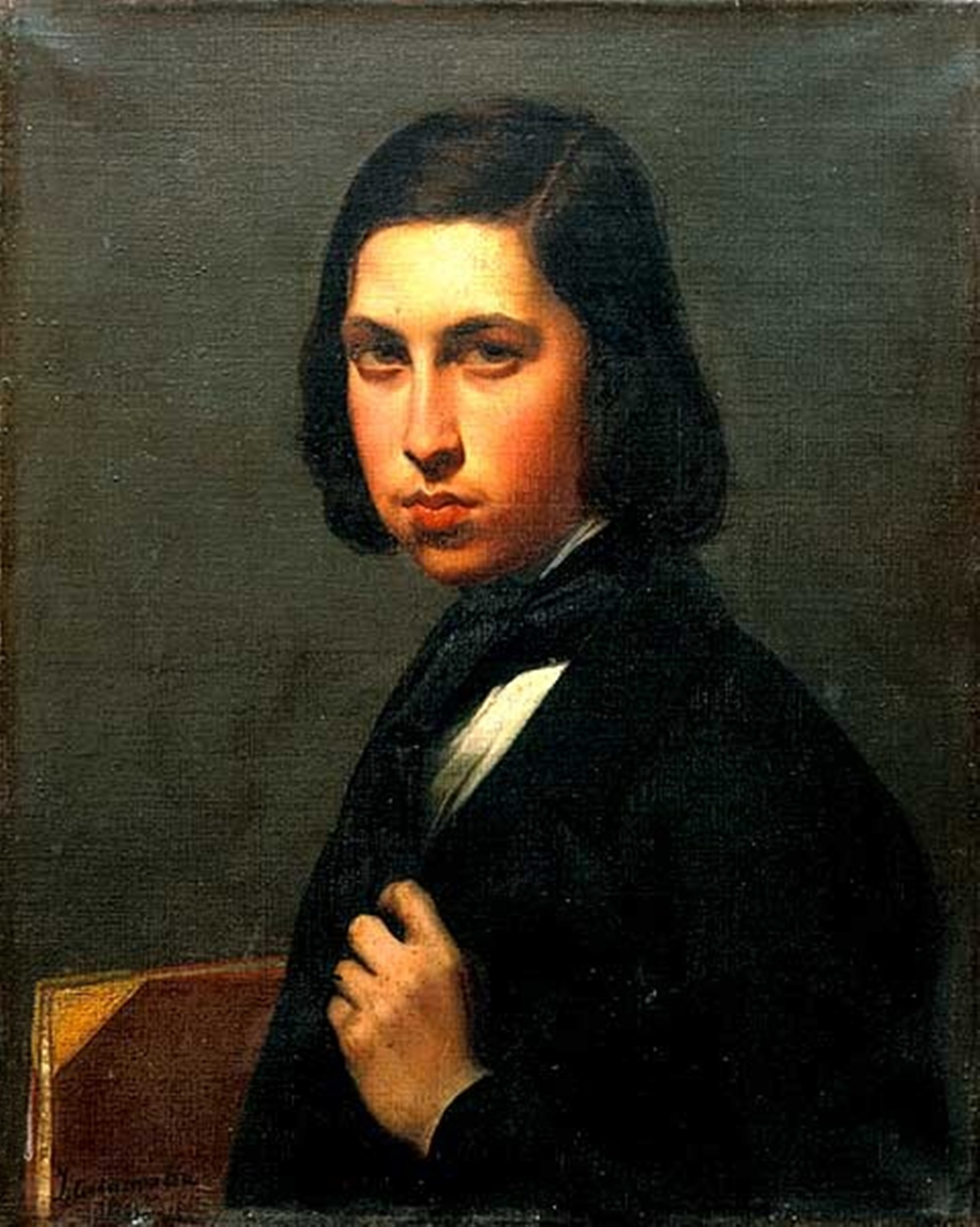
Retrato de Maurice Sand (1845), óleo, de Joséphine Calamatta

## Relación con George Sand
Sin duda, los Calamatta y la suegra de su hija se conocían, pues Joséphine había pintado el retrato de Maurice Sand en 1845. También hay pruebas de que, con discreción, George Sand intentó ayudar a la artista a conseguir encargos de pintura y mostrar sus obras al menos en una exposición.

## Muerte de Luigi Calamatta
Tras el matrimonio de Lina, la relación entre madre e hija mejoró y las cartas demuestran que Joséphine quería mucho a su hija.Esto fue así hasta que Luigi Calamatta murió en Milán en 1869. Al momento de dividir su patrimonio en 1872, Joséphine simplemente ignoró el hecho de haber sido ella quien abandonara a su familia hacía veinte años, y creyó Maurice promovía la herencia de su esposa a costa de ella. Quizás motivada por sus poco florecientes finanzas, se sintió privada de lo consideraba su derecho y lo hizo saber, insinuando que su hija perdería aún más con ella muriera; y así fue. Joséphine también se opuso a una propuesta de biografía de Luigi Calamatta que Lina quería que escribiera George Sand. En respuesta, no tuvo reparos en indicar que básicamente su marido solo había sido grabador, aunque hubiera sido bueno, pero que “al final un grabador nunca es más que un artista de segunda, porque no es más que un copista”. También exigió que, en caso de publicarse la biografía, se hiciera después de que ella muriera para que su vida privada no se hiciera pública. Finalmente nunca se publicó tal biografía.

## Vida religiosa
Entre 1881 y 1882, Joséphine, bajo la guía espiritual del abad Huvelin, destacado confesor de París, se dedicó a la vida religiosa. En 1884 ingresó en la orden de las Hermanas de la Adoración Réparadora y se dedicó a la oración y la penitencia. No obstante, continuó pintando, prefiriendo ahora los temas religiosos.

## Muerte
Tras una breve enfermedad, Joséphine Calamatta murió en París el 10 de diciembre de 1893. Fue enterrada con su hábito de monja en el cementerio de Montparnasse, no lejos de la tumba monumental de las Hermanas de la Adoración Reparadora. Su lápida simplemente dice 'Anne Joséphine Cécile Raoul Rochette, viuda Calamatta, en religión Sor Marie Joseph de la Misericorde. Rezad por ella. 1817-1893'.Fiel a su palabra, en su testamento dejó sólo una pequeña cantidad de dinero a Lina. Una anualidad y el dinero que le dejó su prima fueron legados a los pobres. En el mismo documento afirmó que lamentaba amargamente los errores que había cometido en el pasado y el mal ejemplo que había dado, pidiendo a su hija y a su familia que la perdonaran de todo corazón.

## Obras
Según Anne Chevereau en su artículo "Joséphine Calamatta, élève d'Ingres et mère (méconnue) de Lina", las obras de Joséphine Calamatta se encuentran dispersas y hacer un catálogo de ellas sería prácticamente imposible. Según Clara Erskine Clement,sin embargo, Joséphine recibió dos medallas en los Salones pero no nos dice en cuáles. La siguiente lista de sus pinturas es parcial e incompleta. A veces, obras suyas hasta ahora poco conocidas, aparecen en prestigiosas casas de subastas de toda Europa.
- Cumpleaños de abuela
- Portrait of Luigi Calamatta Galleria di Arte Moderna in Palazzo Pitti, Florence (Italia)
- Retrato de Lina Calamatta
- Virgen (1842)
- Retrato de Raoul Rochette (1843) en el Musée National du Château de Compiègne, Compiègne (Francia)
- Eudora ynd Cimadaceo (1844)
- Maurice Sand (1845)
- Santa Cecilia (1846) en el Musée Ingres de Montauban (Francia)
- Eva (1848)
- Santa Verónica (1851)
- Sagrada Familia con Juan Bautista y Santa Isabel
- Cuatro pinturas alegóricas sobre Las Artes y la Búsqueda del Amor (circa 1870)
- Noche
- Un Idilio (1877)
- Queerida Abuela (1877)
- Philippa of Hainault (1878)
- Mujeres con Amor